# الوکیر
الوکیر (به لاتین: Al Wukair) یک منطقهٔ مسکونی در قطر است که در شهرداری الوکره واقع شده‌است.
 الوکیر ۲۵٫۵۵ کیلومتر مربع مساحت و ۴٬۴۰۰ نفر جمعیت دارد و ۹ متر بالاتر از سطح دریا واقع شده‌است.